# Dodge Dart (2013)

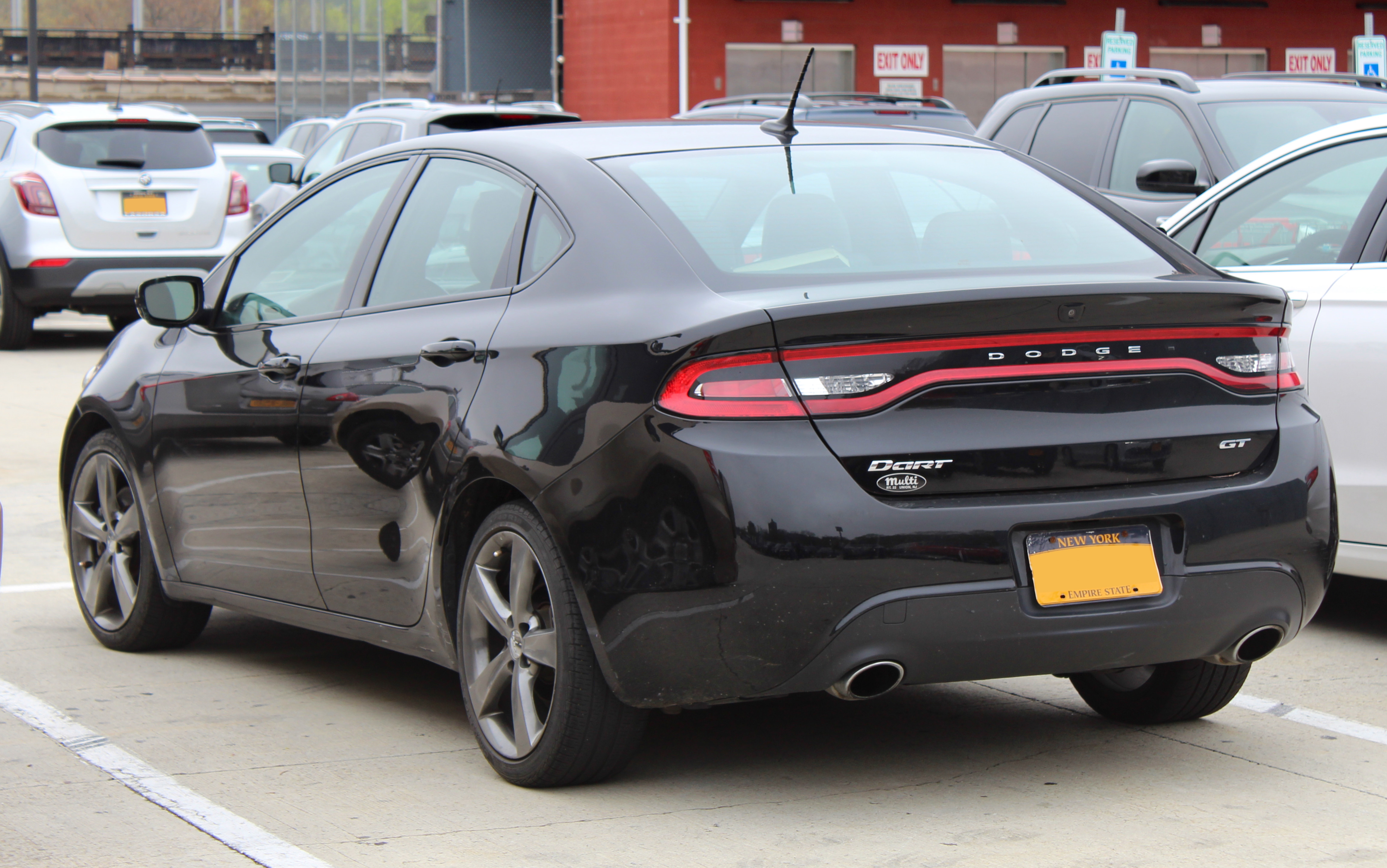
Heckansicht

Der Dodge Dart ist ein Fahrzeug der Kompaktklasse der Marke Dodge, das zwischen 2012 und 2016 in Belvidere (Illinois) produziert wurde. Es wurde auf der North American International Auto Show im Januar 2012 präsentiert und griff den bereits von 1959 bis 1976 verwendeten Modellnamen Dart auf. Der Dart teilte sich eine überarbeitete C-Plattform von FCA Fiat Chrysler mit seinen Konzerngeschwistern Alfa Romeo Giulietta, Chrysler 200 und Jeep Cherokee. 
Eine Variante des Dart wurde von GAC Fiat Chrysler Automobiles bis 2017 als Fiat Viaggio und als Schrägheckvariante Fiat Ottimo für den chinesischen Markt produziert.

## Dodge Dart
Die Entwicklung des Dart war nach der Übernahme von Chrysler durch Fiat primär eine politische Entscheidung, da Chrysler als Gegenleistung für Subventionen verpflichtet worden war, ein Modell mit niedrigem Kraftstoffverbrauch in seine Palette aufzunehmen.
Für den Dart standen drei Ottomotoren mit vier Zylindern zur Auswahl. Ein 118 kW (160 PS) starker Zweilitermotor, ein ebenso starker 1,4-Liter-Turbo mit Multiair-Ventilsteuerung von Fiat und ein neuer 138 kW (187 PS) starker 2,4-Liter-Benziner, gleichfalls mit Multiair-Ventilsteuerung.
| Modell                          | 1.4 Turbo                                                  | 2.0                                           | 2.4                                           | 2.4 SRT4 Turbo |
| Zylinderzahl                    | R4                                                         | R4                                            | R4                                            | R4             |
| Hubraum (cm³)                   | 1368                                                       | 1995                                          | 2360                                          | 2360           |
| Max. Leistung (kW/PS)           | 119/160 bei 5500                                           | 119/160 bei 6400                              | 138/184 bei 6250                              | ca. 220 kW     |
| Max. Drehmoment (Nm)            | 250 bei 2500–4000                                          | 200 bei 4600                                  | 232 bei 4800                                  | -              |
| Höchstgeschwindigkeit (km/h)    | 222 (DDCT=219)                                             | 216 (AT=215)                                  | 227 (AT=228)                                  | 250            |
| Getriebe (Serienmäßig)          | 6 Gang-Schaltgetriebe oder 6 sequentielles Getriebe (DDCT) | 6 Gang-Schaltgetriebe oder 6 Stufen-Automatik | 6 Gang-Schaltgetriebe oder 6 Stufen-Automatik | -              |
| Beschleunigung (0–100 km/h)     | 8,3 s (DDCT=8,3 s)                                         | 9,4 s (AT=10,1 s)                             | 8,8 s (AT=9,0 s)                              | -              |
| Verbrauch kombiniert (l/100 km) | 7,6 (DDCT=8,1)                                             | 9,0 (AT=9,6)                                  | 10,6 (AT=11,0)                                | -              |
| Tankinhalt                      | 50                                                         | 54                                            | 54                                            | 60             |